# Pavao Špirančić
Pavao Špirančić, također Sperančić s pridjevkom Horvat (lat. Paulus Speranchich) (?, prva polovica 15. stoljeća – ?, oko 1463.), hrvatsko-dalmatinski ban od 1459. do 1463. godine.
Godine 1459. postavio ga je kralj Matijaš Korvin (1458. – 1490.) za bana Kraljevstva Hrvatske i Dalmacije i imenovao ga cetinskim i kliškim knezom. Kralj je uz njegovu pomoć i uz pomoć knezova Frankapana nastojao učvrstiti svoju vlast južno od Velebita i zaustaviti mletačka i osmanska teritorijalna presezanja u Hrvatskoj i Dalmaciji.
Špirančić je pokušao utanačiti savez s Mletačkom Republikom, ali bez uspjeha, jer je njegovo nastojanje preuzimanja kraljevskih utvrda Ostrovice, Knina, Klisa i Sinja naišlo na otpor Mlečana i hrvatskih velikaša, osobito Talovaca. Godine 1463. kralj ga je opet imenovao banom, zajedno s knezom Stjepanom III. Frankapanom. Nakon pada hrvatskog kraljevstva u Bosni pod osmansku vlast i područja pod banskom upravom našla su se na udaru osmanske vojne sile. U rujnu 1463. godine Osmanlije su porazile bansku vojsku, a sam je ban Špirančić zarobljen te je umro u zarobljeništvu.

## Dodatno
- Dodatak:Popis hrvatskih banova

## Vanjske poveznice
- Pavao Sperančić Hrvatska enciklopedija

| Prethodnik:      | Hrvatsko-dalmatinski ban (1459. - 1463.) | Nasljednik:            |
| Ladislav Hunjadi | Hrvatsko-dalmatinski ban (1459. - 1463.) | Stjepan III. Frankapan |